# شپتون مالت
latitudeشپتون مالتlongitudeشپتون مالت
شپتون مالت (به انگلیسی: Shepton Mallet) یک بلوک شهری و Roman villa در بریتانیا است که در انگلستان واقع شده‌است.

## خصوصیات
شپتون مالت ۱۰٬۳۶۹ نفر جمعیت دارد.